# Dendromecon
Dendromecon is een geslacht van kleine bomen en struiken uit de papaverfamilie (Papaveraceae).
Het zijn groenblijvende planten. De leerachtige bladeren zijn afwisselend geplaatst. De bloemen bestaan uit vier gele kroonbladen en twee kelkbladen. De doosvrucht is tweehokkig.
Het geslacht bestaat uit twee soorten, die in Noord-Amerika voorkomen:
- Dendromecon harfordii Kellogg
- Dendromecon rigida Benth.

... · 
Argemone · 
Bocconia · 
Ceratocapnos · 
Chelidonium (Stinkende gouwe) · 
Corydalis (Helmbloem) · 
Dendromecon · 
Dicentra · 
Eschscholzia · 
Fumaria (Duivenkervel) · 
Glaucium · 
Hunnemannia · 
Meconopsis · 
Papaver (Klaproos) · 
Pseudofumaria (Muurhelmbloem) · 
Romneya ·  
Stylophorum · 
...